# كريستوفر دي ألميدا بيلار
كريستوفر دي ألميدا بيلار (بالفرنسية: Christopher de Almeida Pilar)‏ (29 مارس 1985 في فرنسا - ) هو لاعب كرة قدم فرنسي في مركز حراسة المرمى. لعب مع نادي ماريتيمو.

## وصلات خارجية
- كريستوفر دي ألميدا بيلار على موقع قاعدة بيانات كرة القدم.إي يو (الإنجليزية)